# Los Angeles Clippers 2013-2014

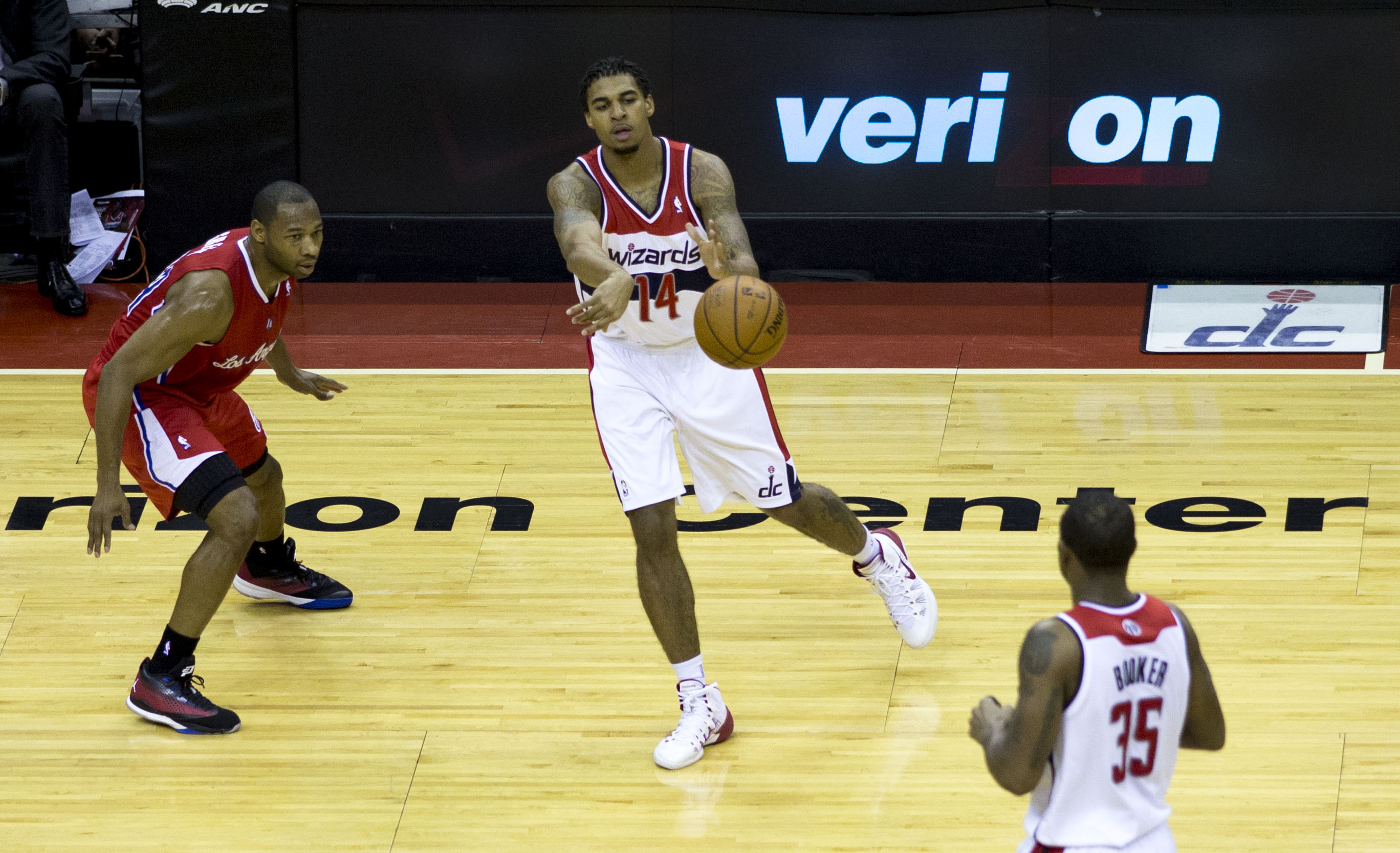
Los Angeles Clippers - Kansas City Wizards, 14 dicembre 2013

La stagione 2013-14 dei Los Angeles Clippers fu la 44ª nella NBA per la franchigia.
I Los Angeles Clippers vinsero la Pacific Division della Western Conference con un record di 57-25. Nei play-off vinsero il primo turno con i Golden State Warriors (4-3), perdendo poi la semifinale di conference con gli Oklahoma City Thunder (4-2).

## Roster
| N° | Naz.                   | Ruolo | Sportivo         | Anno | Alt. | Peso |
| -- | ---------------------- | ----- | ---------------- | ---- | ---- | ---- |
| 0  | Stati Uniti (bandiera) | A     | Glen Davis       | 1986 | 206  | 131  |
| 0  | Stati Uniti (bandiera) | C     | B.J. Mullens     | 1989 | 213  | 125  |
| 1  | Stati Uniti (bandiera) | A     | Stephen Jackson  | 1978 | 203  | 99   |
| 2  | Stati Uniti (bandiera) | G     | Darren Collison  | 1987 | 183  | 73   |
| 3  | Stati Uniti (bandiera) | G     | Chris Paul       | 1985 | 183  | 79   |
| 4  | Stati Uniti (bandiera) | G     | J.J. Redick      | 1984 | 193  | 86   |
| 5  | Stati Uniti (bandiera) | G     | Maalik Wayns     | 1991 | 188  | 91   |
| 6  | Stati Uniti (bandiera) | C     | DeAndre Jordan   | 1988 | 211  | 113  |
| 7  | Stati Uniti (bandiera) | G     | Darius Morris    | 1991 | 193  | 86   |
| 8  | Turchia (bandiera)     | A     | Hidayet Türkoğlu | 1979 | 208  | 100  |
| 9  | Stati Uniti (bandiera) | A     | Jared Dudley     | 1985 | 201  | 102  |
| 11 | Stati Uniti (bandiera) | G     | Jamal Crawford   | 1980 | 198  | 84   |
| 15 | Stati Uniti (bandiera) | C     | Ryan Hollins     | 1984 | 213  | 104  |
| 18 | Serbia (bandiera)      | G     | Saša Vujačić     | 1984 | 201  | 88   |
| 22 | Stati Uniti (bandiera) | A     | Matt Barnes      | 1980 | 201  | 107  |
| 25 | Stati Uniti (bandiera) | A     | Reggie Bullock   | 1991 | 201  | 93   |
| 32 | Stati Uniti (bandiera) | A     | Blake Griffin    | 1989 | 208  | 114  |
| 33 | Stati Uniti (bandiera) | A     | Danny Granger    | 1983 | 203  | 102  |
| 33 | Stati Uniti (bandiera) | A     | Antawn Jamison   | 1976 | 203  | 101  |
| 34 | Stati Uniti (bandiera) | G     | Willie Green     | 1981 | 193  | 91   |

## Staff tecnico
- Allenatore: Doc Rivers
- Vice-allenatori: Alvin Gentry, Kevin Eastman, Armond Hill, Tyronn Lue, Brendan O'Connor
- Vice-allenatori per lo sviluppo dei giocatori: J.P. Clark, Howard Eisley, Dave Severns
- Preparatore fisico: Richard Williams
- Preparatore atletico: Jasen Powell
- Assistente preparatore atletico: Joe Resendez